# Axfusarios

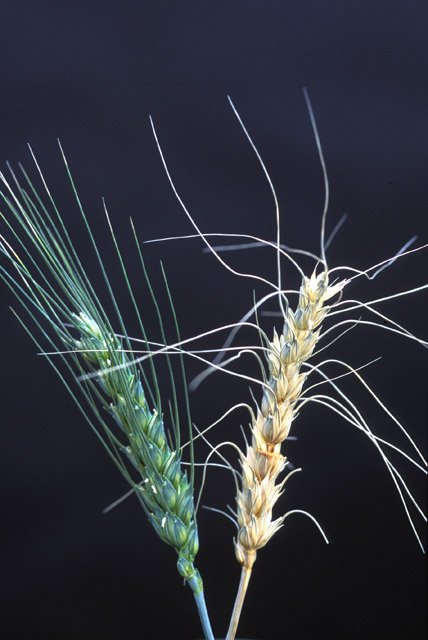
Axfusarios

Axfusarios är en sjukdom som kan drabba stråsäd, främst rågvete, vårvete och havre. Sjukdomen orsakas av svampar inom släktet Fusarium. Axfusarios orsakas av flera arter, t.ex. Fusarium graminearum, Fusarium culmorum och Fusarium poae. Sjukdomen kan också orsakas av snömögelsvampen Microdohium nivale som alltså inte är en fusariumsvamp, och därmed skiljer sig från de andra. I fortsatt text är det fokus på fusariumsvamparna. Svampar inom släktet Fusarium infekterar axen när grödan växer på fältet och kan orsaka skördeförluster och även bilda mögelgifter, mykotoxiner. Dessa mykotoxiner kan ha negativa hälsoeffekter på både människor och djur och därför finns gränsvärden för spannmål som säljs för livsmedelproduktion och foder i EU. Vissa år har höga mykotoxinhalter uppmätts i spannmål i Sverige, framförallt av mykotoxinet deoxynivalenol (DON). Detta har medfört stora förluster för lantbrukare då spannmål som överskrider gränsvärdena får gå till förbränning. 

## Spridning och symptom
Svamparna inom släktet Fusarium kan ha sexuell spridning via ascosporer. Det kanske vanligare sättet för spridning är dock via det asexuella stadiet där olika typer av konidier bildas. Både ascosporerna och konidierna kan sprida sig långt med vinden men dess betydelse är inte helt klarlagt för vissa svamparter. När ascosporerna eller konidierna väl sprids med vinden är det en effektiv metod då svampen kan spridas långa sträckor. Vanligare är det dock att smittan sprids främst via smittat utsäde eller smittade skörderester som redan finns i marken och alltså snarare smittar i sitt närområde. Det förekommer även spridning med vattenstänk, så ett regnfall i infekterad gröda sprider enkelt vidare smittan till närliggande plantor. Grödan är känsligast för infektion under blommingen, varmt och blött väder under denna period ökar risken för infektion. Plöjningsfri odling och hög andel stråsäd och majs i växtföljden har också förknippats med större risk för infektion och mykotoxinbildning.
Fusarium-svamparna gynnas av att värdväxten redan är försvagad av exempelvis andra svampar vid infektion. Symptom för axfusarios i stråsäd med ax börjar med bruna fläckar på enskilda småax och slutar ofta med helt rosafärgade småax (syns i fuktig väderlek). De angripna småaxen kan även ses mogna tidigare än resterande småax. Det förekommer att hela axet drabbas men vanligen handlar det om ett eller ett par småax per ax. Förväxlingsrisk kan vara gråmögel samt gulrost. I havre däremot, som har en vippa, kan synliga symptom vara svåra att hitta. Angreppet visar sig istället genom skördenedsättning och mykotoxinbildning.

## Behandlingsmetoder
Vid sjukdomsutbrott finns enbart ett fåtal preparat med triazoler, främst protiokonazol eller benzimadazol-komponenter som aktiva ingredienser som har tillräcklig effekt. Effekten av behandlingarna är i många fall svåra att uppskatta och man ska absolut inte förutsätta en 100% effekt. Det kan dessutom vara svårt att bestämma sig för kemisk bekämpning då det inte finns någon bekämpningströskel.  Vid beslut om bekämpning bör väderleken has i åtanke då nederbörd under blomning och axgång anses vara en av de viktigare faktorerna för spridning och förvärrande av sjukdomsbilden. 
För att undvika kostnader för en dyr misslyckad behandling, går det att ta hjälp av växtskyddsmodeller och väderprognoser i så kallade IPM strategier. Förebyggande åtgärder kan här handla om att ha en varierad växtföljd, få ner skörderester i marken samt att överväga att odla en sort som ej är mottaglig för smitta. Den varierade växtföljden kan vara något besvärlig då svampen antagligen kan överleva på många sorters stråsäd, majs, sockerbetor samt gräsvallar.  Andra förebyggande åtgärder handlar om att ge grödan dess bästa förutsättningar att växa sig stark så att svamparna ej gynnas av att grödan är försvagad av vatten- eller torkstress. Åtgärderna kan då vara att bidra till en god markstruktur i fälten genom dränering eller att helt enkelt undvika markpackning.

## DON - deoxynivalenol
Fusariumsvamparna kan alltså bilda bland annat mykotoxinet DON. Det finns olika gränsvärden för hur mycket DON ett livsmedel får innehålla. Värdena varierar för olika grödor men också på vad grödan är avsett att användas som. Till exempel foder för olika boskap har ett högre gränsvärde, får alltså innehålla mer mykotoxiner, än ett livsmedel som är tänkt att konsumeras av människor. Även olika typer av livsmedel har olika gränsvärden där till exempel livsmedel som ska användas i barnmat har ett extra lågt gränsvärde. De gränsvärden vi har är baserade på hur mycket toxin som är tolererbart i förhållande till kroppsvikt.
Det skulle kunna tänkas att mykotoxiner som DON inte spelar så stor roll i flera livsmedel utan att de kan elimineras genom upphettning innan konsumering, men detta är tyvärr felaktigt. Själva svamparna och deras sporer dödas men mykotoxinerna tål höga temperaturer och blir därmed kvar även i tillagad mat. Skulle människor få i sig DON i mycket högre doser än gränsvärdet kan symptomen bli bland annat diarré och magsmärtor. 
Det finns flera olika sätt att förebygga bildningen av DON i sin gröda. Som tidigare nämnts kan det vara bra att välja en mindre mottaglig grödsort, ha en varierad växtföljd och se till att ha en förfrukt som ej är värdväxt för svamparna samt att plöja ner skörderester i marken. Vid angrepp är det viktigt att skörda tidigt och snabbt torka kärnorna för lagring för att förhindra svampen från att producera mer mykotoxiner.  Men även med förebyggande åtgärder kan det finnas en stor risk för angrepp enligt den riskvärdering som finns tillgänglig år 2020. Framförallt regnig väderlek under blomningen verkar kunna vara en stor riskfaktor, men även geografin spelar roll. I Sverige har västra delarna av landet på senare år varit hårdare angripna än övriga delar.

## Axfusarios i havre
Axfusarios är en sjukdom som vissa år kan ge stora problem i havreodlingar. Varför är fortfarande oklart. Några av orsakerna kan antagligen vara kombinationer mellan dåligt väder och att det blåser in stora mängder smittämnen från andra länder.
Sjukdomen är oftast svårare att upptäcka i havre än i vete och korn, eftersom sjukdomssymptomen ofta är begränsade. Infektion tros börja i samband med blomningen, vilket gör det möjligt för svampen att växa in i blomklockan. Ståndarknapparna tros kunna bidra till en högre infektionsrisk, men är inte nödvändiga för att en infektion ska se. Eftersom blomklockan är öppen ända till skörd finns det risk för att infektioner ska ske längre fram under säsongen.